# Миддлтон, Гленн
Гленн Ми́ддлтон (англ. Glenn Middleton; родился 1 января 2000, Глазго) — шотландский футболист, полузащитник клуба «Рейнджерс». В настоящее время выступает за клуб «Сент-Джонстон» на правах аренды.

## Клубная карьера
Уроженец Глазго, Миддлтон с детства был болельщиком «Рейнджерс». В 2008 году его семья переехала в Нортгемптон, где Гленн тренировался в футбольной академии клуба «Нортгемптон Таун».
В 2012 году Гленн стал игроком юношеской академии клуба «Норвич Сити». В сезоне 2017/18 он был включён в основной состав, получив футболку с номером «43» и попал в заявку на матч третьего раунда Кубка Англии против «Саутгемптона» 18 января 2017 года. Однако за основной состав «Норвич Сити» Миддлтон не провёл ни одного матча.
31 января 2018 года Гленн Миддлтон стал игроком шотландского клуба «Рейнджерс» из своего родного Глазго, главным тренером которого на тот момент был Грэм Марти, ранее бывший главным тренером команды «Норвич Сити» до 18 лет и хорошо знавший Миддлтона по играм юношеской команды «канареек». Однако в основном составе «Рейнджерс» Гленн Миддлтон дебютировал уже при преемнике Марти, Стивене Джеррарде, выйдя на поле в матче первого квалификационного раунда Лиги Европы против македонского клуба «Шкупи» 12 июля 2018 года на стадионе «Айброкс». 15 сентября Миддлтон забил свой первый гол за «Рейнджерс», выйдя на замену в матче против «Данди».

## Карьера в сборной
Миддлтон выступал за юношеские команды Шотландии разных возрастов, начиная со сборной до 16 лет. В 2018 году дебютировал в составе сборной Шотландии до 21 года.